# Constantin Lacea
Constantin Lacea (n. 1 iunie 1875, Brașov – d. 28 ianuarie 1950, Brașov) a fost un lingvist și filolog român, membru de onoare al Academiei Române (din 1939). A fost profesor la Academia de înalte studii comerciale și industriale din Cluj și unul dintre principalii colaboratori ai Dicționarului limbii române (Dicționarul Academiei). A publicat studii de lingvistică, de istorie a literaturii române vechi și etimologii, cele mai multe în „Dacoromania”.